# Jeonju
Jeonju és una ciutat de Corea del Sud i és la capital de la província de Jeollabuk-do. Té una població de 649.500 habitants. És un important centre turístic, famós pel menjar coreà, i pel fet de tenir edificis històrics, activitats esportives i festivals innovadors.

## Història
Situada a la fèrtil plana de Honam, famosa per produir maduixes excepcionals, Jeonju ha estat un important centre regional a la província durant segles. La ciutat va ser la capital del Regne Hubaekje, que va ser fundada per Gyeon Hwon. La ciutat va ser considerada com la capital espiritual de la Dinastia Joseon, i la família reial Yi es va originar allà. El Chonju Kim de Corea del Nord, dels quals Kim Il-sung, era descendent, tenen la seva seu ancestral (pon'gwan) a la ciutat de Jeonju.
La ciutat va ser ocupada pel moviment dels camperols Donghak el 1894. Jeonju va rebre la condició metropolitana el 1935, i la ciutat va ser fundada el 1949.

## Galeria

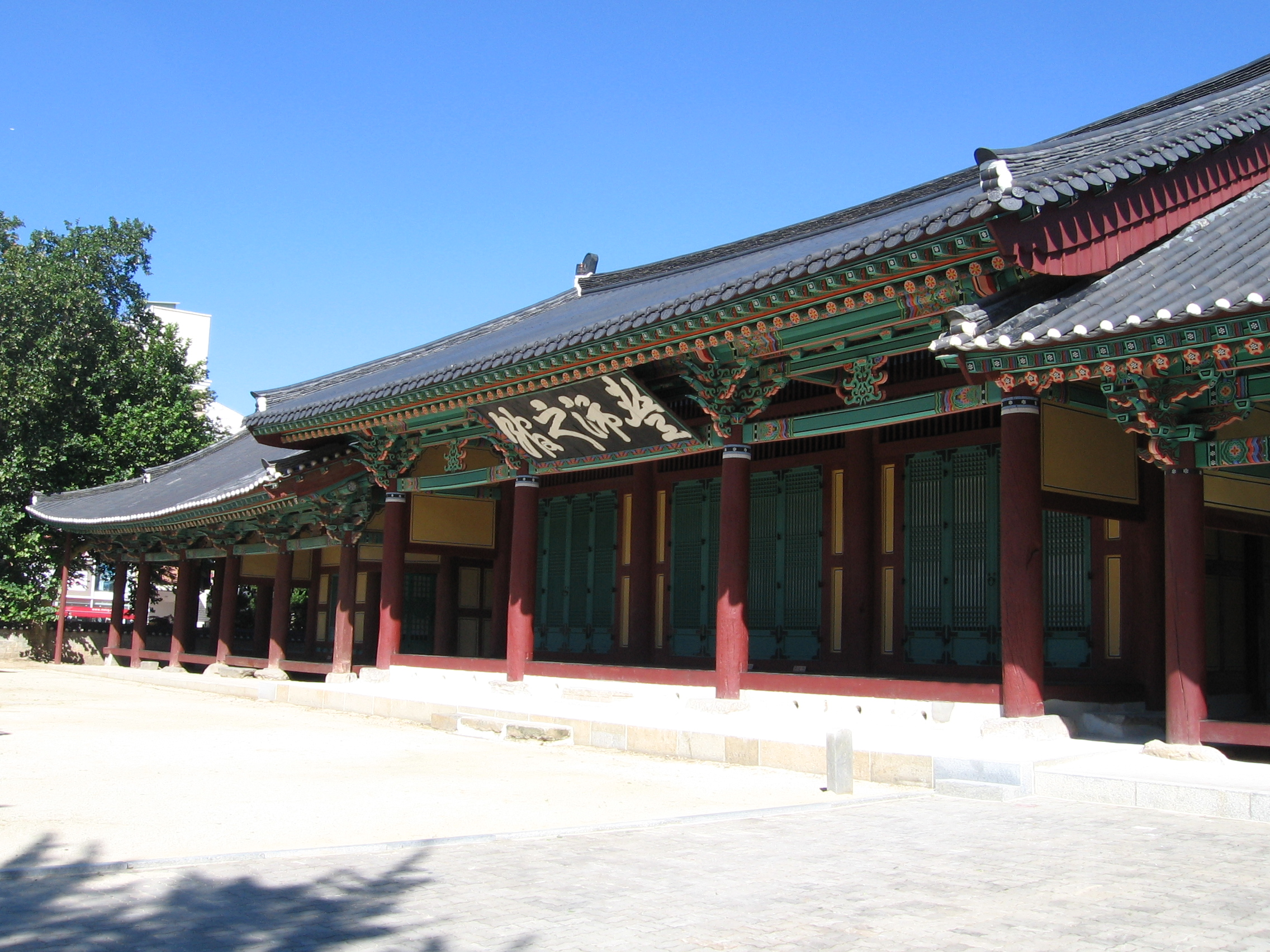
Jeonju Gaeksa
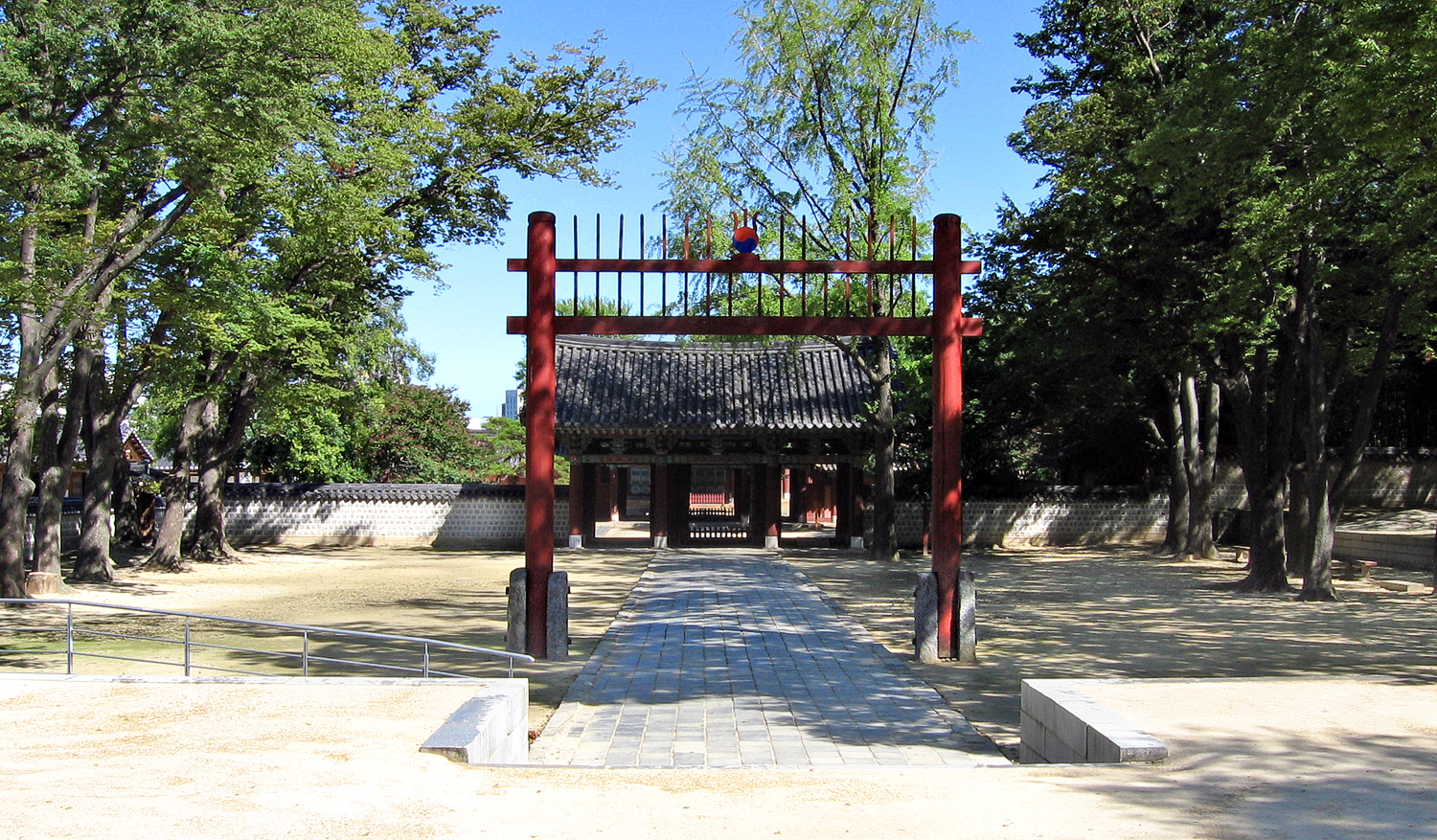
Jeonju Gyeonggi-jeon
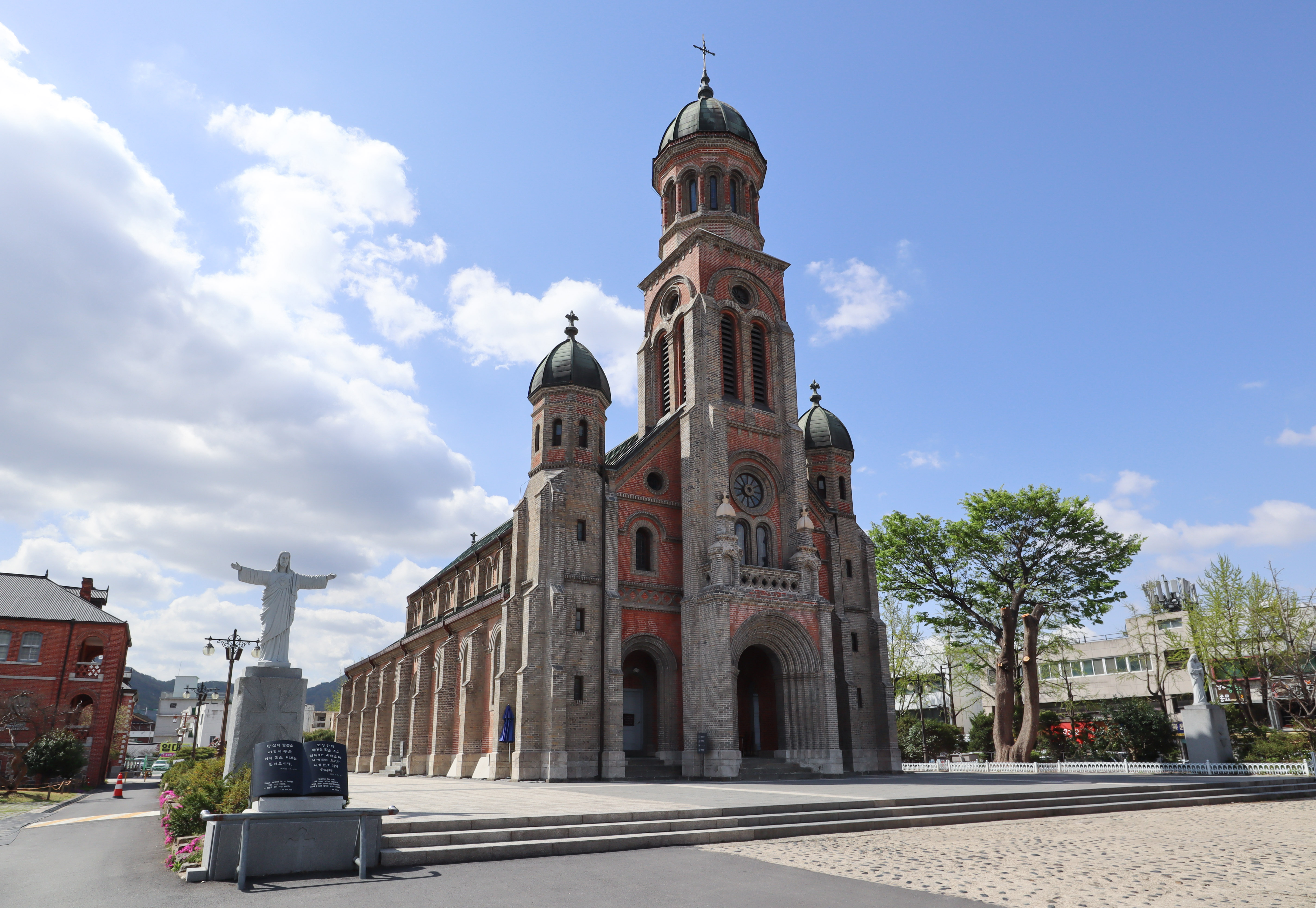
Església catòlica de Jeondong.
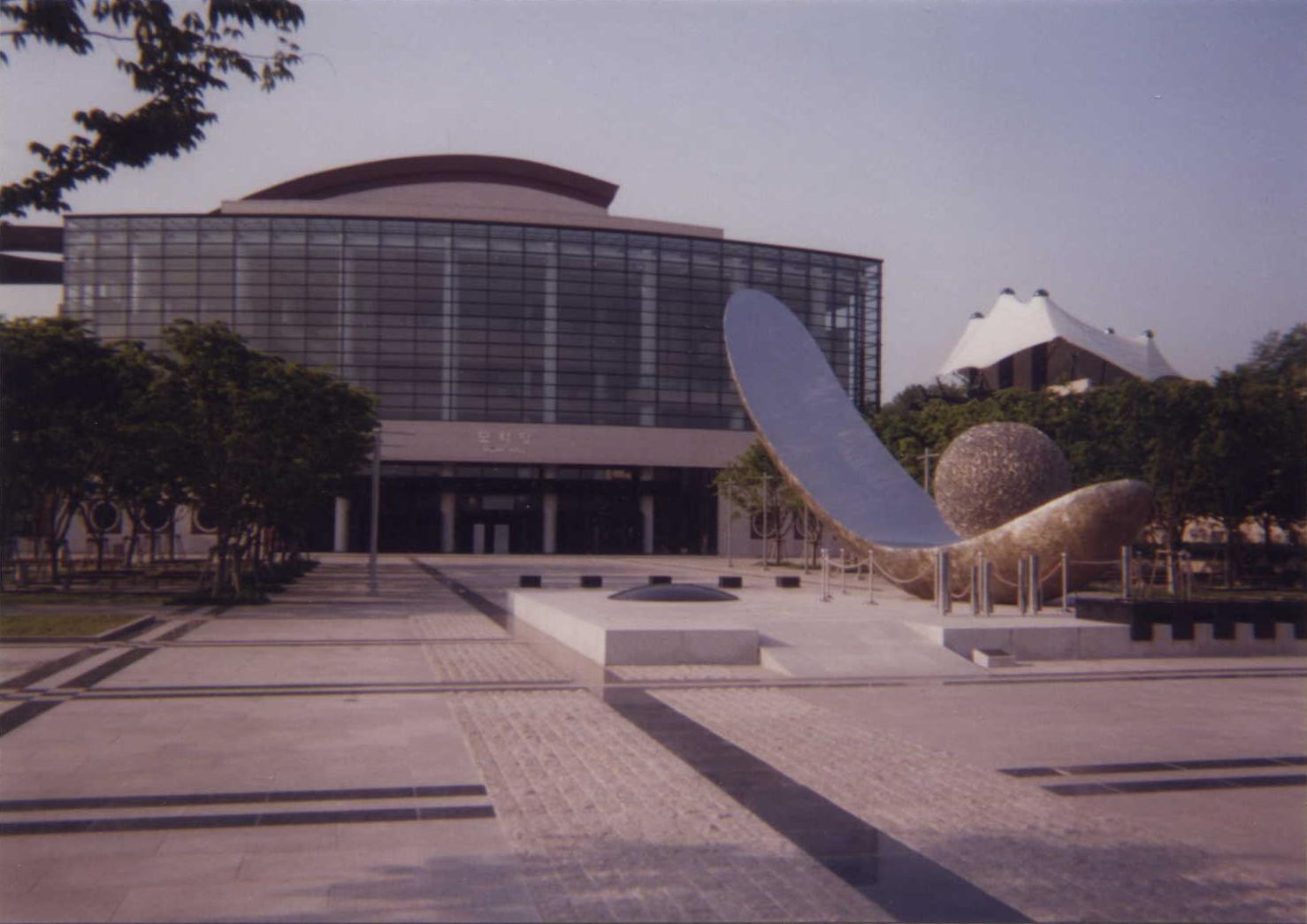
Centre d'Art Sori de Jeollabuk-do.